# Inna
Alexandra Apostoleanu Elena (sinh ngày 16 tháng 10 năm 1986), hay còn được biết đến với nghệ danh Inna, là một ca sĩ nhạc dance người România.

## Sự nghiệp
Inna ra mắt trong năm 2008 với album Hot, sản xuất bởi Play & Win. Single cùng tên "Hot" đạt vị trí NO 1
tại România, Bồ Đào Nha, Moldova, Bulgaria, Liban, Malta,Ba Lan, Serbia, Tây Ban Nha, Syria, Thổ Nhĩ Kỳ, Nga, Hungary, Slovakia, Hy Lạp và Ukraina.Đĩa đơn thứ hai album "Love" đạt đến số 16 ở Kiss FM của Fresh Top 40 trong tuần đầu tiên.Cô được đề cử giải cho ca sĩ xuất sắc nhất tại Giải thưởng Eska ở Ba Lan.Inna cũng phát hành một đĩa đơn mang tên "Déjà Vu", hợp tác với Bob Taylor, đó là một hit lớn tại Romania,Moldova, Bulgaria, Nga,Hà Lan và Hungary.Single "Amazing" cũng đạt vị trí No 1 tại Romania, video được quay tại Bồ Đào Nha.Trong năm 2009, Inna đạt tiếng vang lớn nhất trong sự nghiệp của cô cho đến nay, như là "Hot" đạt vị trí số một BXH Billboard Hot Dance Airplay trên nước Mỹ.Bài cuối trong album đầu tay là "10 Minutes", phát hành vào tháng 6 năm 2010, video được quay tại London, Anh.Trong tháng 8 năm 2010, Inna phát hành bài hát "Sun Is Up", hợp tác cùng đạo diễn Alex Herron làm MV, người trước đó đã làm việc với Taio Cruz, Ke$ha và Basshunter.

## Albums
Hot (2008), Love (2009), sober (2020), im not baby (2020)

## Singles
" Hot "(2008)

" Love "(2009)

" Déjà Vu "(2009)

" Amazing "(2009)

" 10 Minutes "(2010)

" Sun Is Up "(2010)

" Un Momento "(2010)

" Senorita "(2010)